# جسر روماني

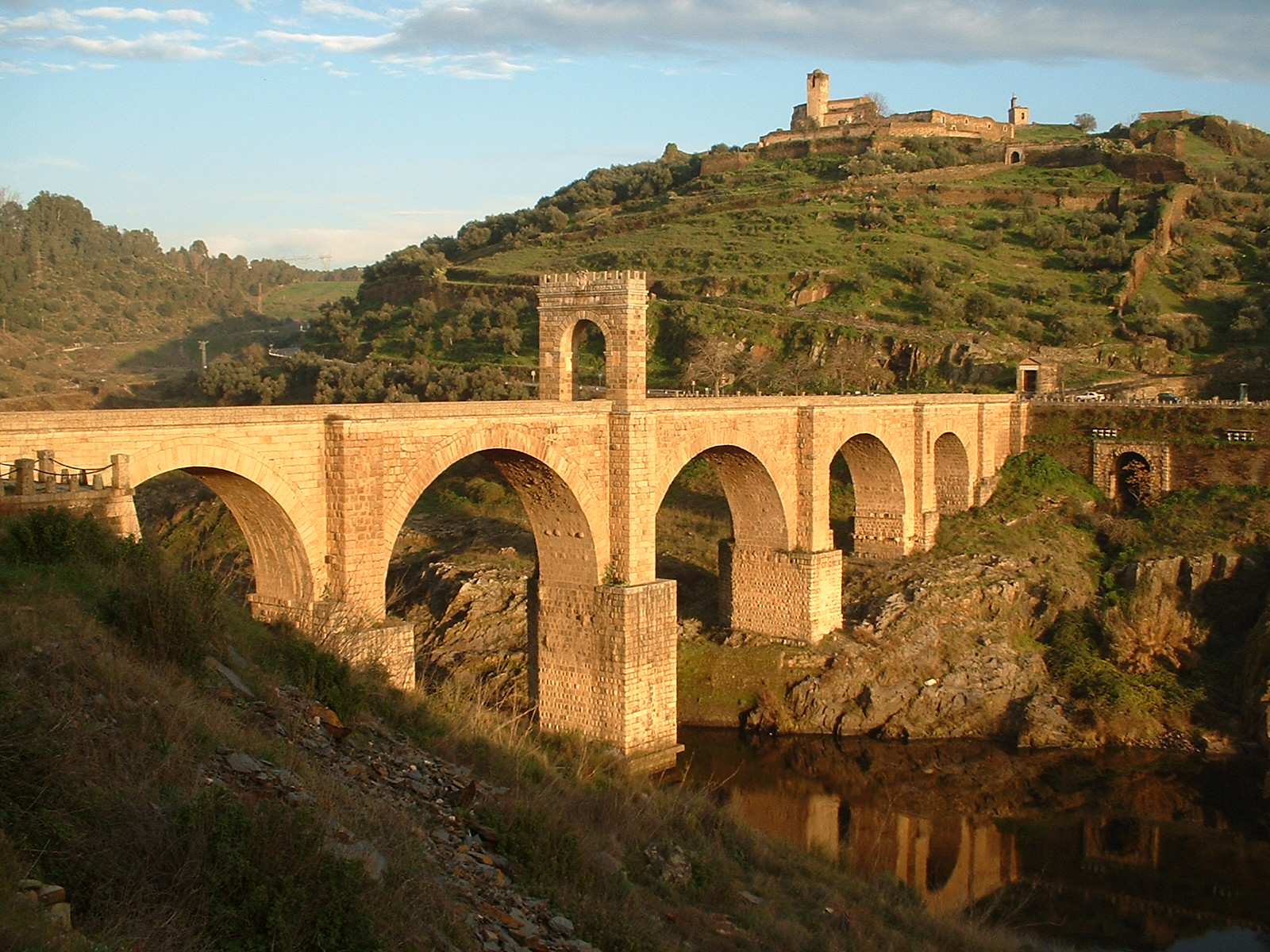
جسر القنطرة (إسبانيا)

جسر روماني هو جسر بناه الرومان القدماء. كانت الجسور الرومانية أول الجسور الكبيرة والدائمة  وكانت مبنية من الحجارة وفيها أقواس كبنية أساسية (جسر قوسي). وكان الرومان أول من استخدم الجسور.